# Charlie Brown Jr. (demo)
Charlie Brown Jr. é a primeira fita demo da banda Charlie Brown Jr., gravada em 1995 de forma independente para apresentar a alguma gravadora. A revista Tribo Skate foi uma das primeiras a receber esta fita demo.
Em 1993, já com sua formação original, o grupo começa a se destacar no circuito underground de Santos e São Paulo e a fazer shows em vários eventos de skate. As primeiras apresentações do grupo aconteceram em Santos e São Paulo, especialmente em campeonatos de skate. Dois anos depois a banda gravaria esta fita demo. Na época, Chorão procurou Rick Bonadio, então presidente da Virgin Records no Brasil e produtor musical, e lhe entregou a fita demo, composta de três faixas, com letras em inglês e uma sonoridade bastante pesada, diferente do que a banda iria apostar futuramente. A sonoridade do grupo tinha influências de grupos como Blink-182, Sublime, Bad Brains, e Suicidal Tendencies, misturando hardcore punk, skate punk, reggae e ska. Rick Bonadio curtiu o som do grupo e os contratou.
Em uma entrevista dada nos estúdios da Rádio Disney Brasil, em São Paulo, Chorão confidenciou que chorou quando escutou a fita demo pela primeira vez.
Conforme uma entrevista do guitarrista Marcão Britto ao jornal A Tribuna de Santos em 2017, para gravar esta demo, todos os membros da banda tiveram que abrir mão de alguma coisa. O baixista Champignon, por exemplo, vendeu o baixo, e Chorão, uma televisão.

## Faixas
1. Someone to Call
2. Rude Boy
3. Born in the Shit

## Formação
- Chorão: vocal
- Champignon: baixo
- Marcão Britto: guitarra
- Thiago Castanho: guitarra
- Renato Pelado: bateria